# 阿尔弗雷德·佩罗
让-巴蒂斯特·阿尔弗雷德·佩罗（法語：Jean-Baptiste Alfred Perot，法語：[pəʁo]，1863年11月3日—1925年11月28日），法国物理学家。
1899年，佩罗和他的同事夏尔·法布里共同发明了法布里－佩罗干涉仪。
1912年，佩罗获得了法国科学院的让森奖章。 1918年，法布里和佩罗获得了英国皇家学会的拉姆福德奖章。

## 拼写
关于佩罗姓氏的拼写存在一些混乱。佩罗自己在科学出版物上使用的是Pérot，但根据法国的民事登记册，他的姓氏是Perot，并没有重音。